# Liodrosophila dictenia
Liodrosophila dictenia är en tvåvingeart som beskrevs av Toyohi Okada 1974. Liodrosophila dictenia ingår i släktet Liodrosophila och familjen daggflugor. Inga underarter finns listade i Catalogue of Life.